# Charles Gabriel Seligman

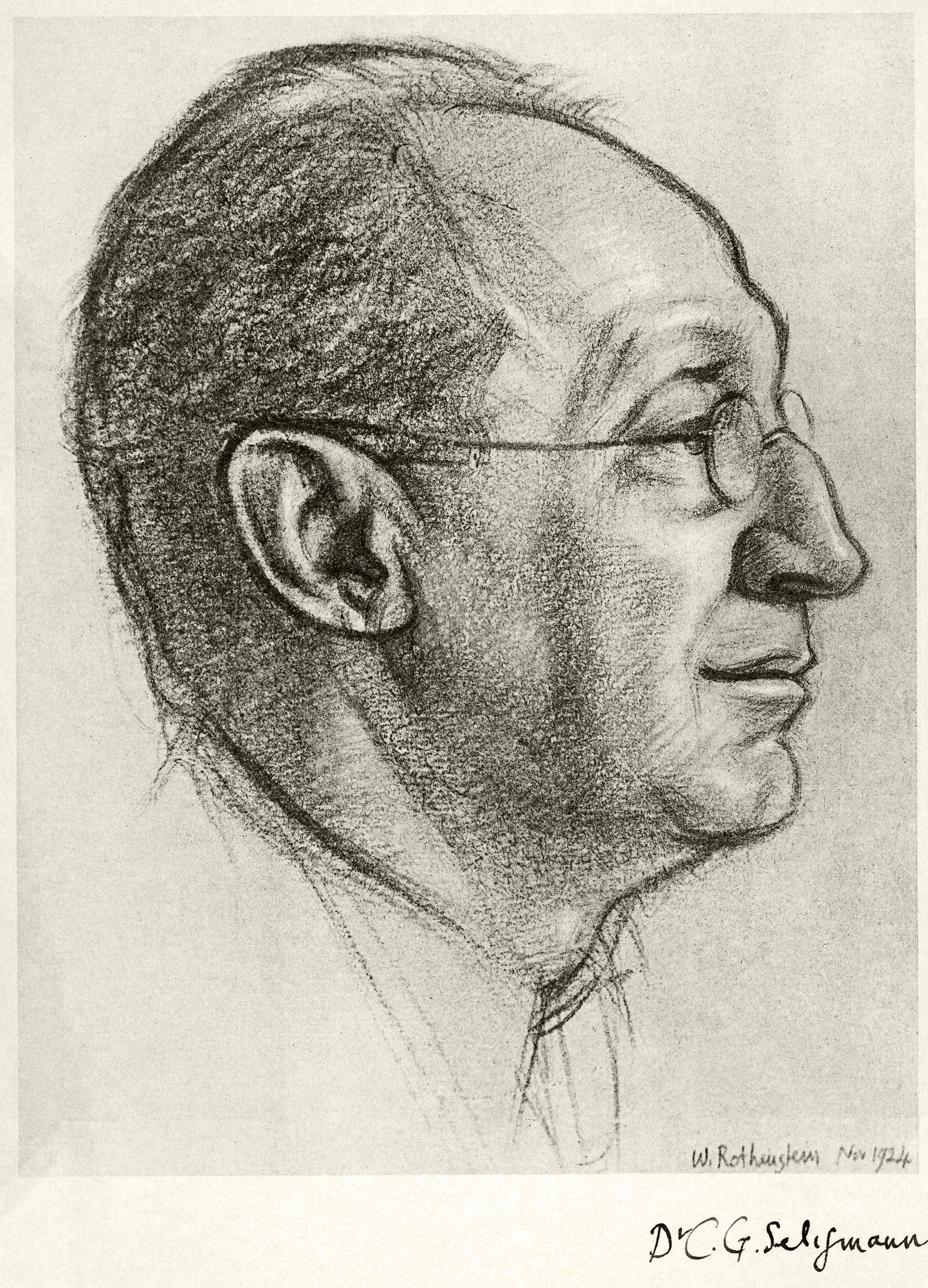
Charles Gabriel Seligman

Charles Gabriel Seligman (* 24. Dezember 1873 in London; † 19. September 1940 in Oxford) war ein britischer Ethnologe.
Seligman, geboren als Seligmann, studierte Medizin am St Thomas’ Hospital. Nach mehreren Jahren Tätigkeit als Arzt war Seligman 1898–99 Teilnehmer an der anthropologischen Expedition der Universität Cambridge in die Torresstraße. Dieser Expedition folgten andere nach Britisch-Neuguinea (1904), Ceylon (1906–1908) und in den Sudan (1909–1912 sowie 1921–1922). 1905 heiratete er Brenda Zara Seligman, die ihn später auf vielen seiner Expeditionen begleitete und deren Qualitäten er in seinen Publikationen sehr hervorhob.
Er hatte von 1913 bis 1934 den Lehrstuhl für Ethnologie an der University of London inne.
C. G. Seligman popularisierte in seinem 1930 erschienenen Werk Races of Africa die der Hamitentheorie zugrunde liegende Verquickung von Rasse, Sprache und Kultur und legte dar, was damals als anthropologischer Beweis für eine halb-hamitische Gruppe, die „Niloten“, akzeptiert wurde, eine weitere Vermischung von Rasse, Sprache und Kultur. Die Hamitentheorie, die sich auf die afrikanische Geschichte und die Bantu-Expansion bezieht, war eindeutig eine Schöpfung des rassistischen Denkens des 19. Jahrhunderts.

## Werke (Auswahl)
- Sexual inversion among primitive races. The Alienist and Neurobiologist. (1902)
- The Melanesians of British New Guinea. (1910, bei Internet Archive)
- zusammen mit Brenda Zara Seligman: The Veddas. (1911, bei Internet Archive)
- Races of Africa. (1930, bei Internet Archive)
- zusammen mit Brenda Zara Seligman: The Pagan Tribes of Nilotic Sudan. (1932, bei Internet Archive)
- Egypt and Negro Africa: A Study in Divine Kingship. (1934)